# Extinctiecoëfficiënt
De absorbantiecoëfficiënt (symbool: ε), vroeger de extinctiecoëfficiënt, is een grootheid die aangeeft in welke mate monochromatisch licht wordt geabsorbeerd door de te onderzoeken stof. De eenheid waarin ε wordt gegeven is meestal M−1cm−1 of L mol−1cm−1.
De waarde van de absorbantiecoëfficiënt hangt af van de stof die wordt onderzocht, de golflengte en temperatuur. Meestal is deze waarde al bekend in de literatuur of kan worden bepaald met behulp van een kalibratielijn. De absorbantiecoëfficiënt is namelijk een constante die karakteristiek is voor elke stof.
De extinctiecoëfficiënt kan onder andere worden gebruikt om de extinctie van een stof te berekenen. Hierbij wordt gebruikgemaakt van de wet van Lambert-Beer:
{\displaystyle E=\varepsilon \cdot c\cdot l}
met
- E de extinctie
- ε de extinctiecoëfficiënt
- c de concentratie
- l de afgelegde weg van het licht door het medium in cm